# 汪德容
汪德容，字重阆，亦字云尺，号蔚亭，浙江钱塘人，清朝政治人物、探花。
雍正二年，登进士一甲第二名，授翰林院编修，后因事夺职发配。著有《重阆斋集》。